# コムソモレツ島
コムソモレツ島（コムソモレツとう、ロシア語:остров Комсомолецオーストラフ・カムサモーリェツ；英語:Komsomolets Island）は、北極海に浮かぶセヴェルナヤ・ゼムリャ諸島の最も北にある島。名称は「コムソモール員」という意味で、コムソモーレツ島とも書かれる。
ロシア・クラスノヤルスク地方に属する。面積は8812km2。島のほぼ全域が北緯80度より北に位置している。同諸島では3番目の大きさで、世界で82番目に大きい。この島の北端は、北極岬（ロシア語: Мыс Арктический、アルクティチェスキー岬）と呼ばれる。ロシア国内でも最も北に位置する島の一つ。

## ギャラリー

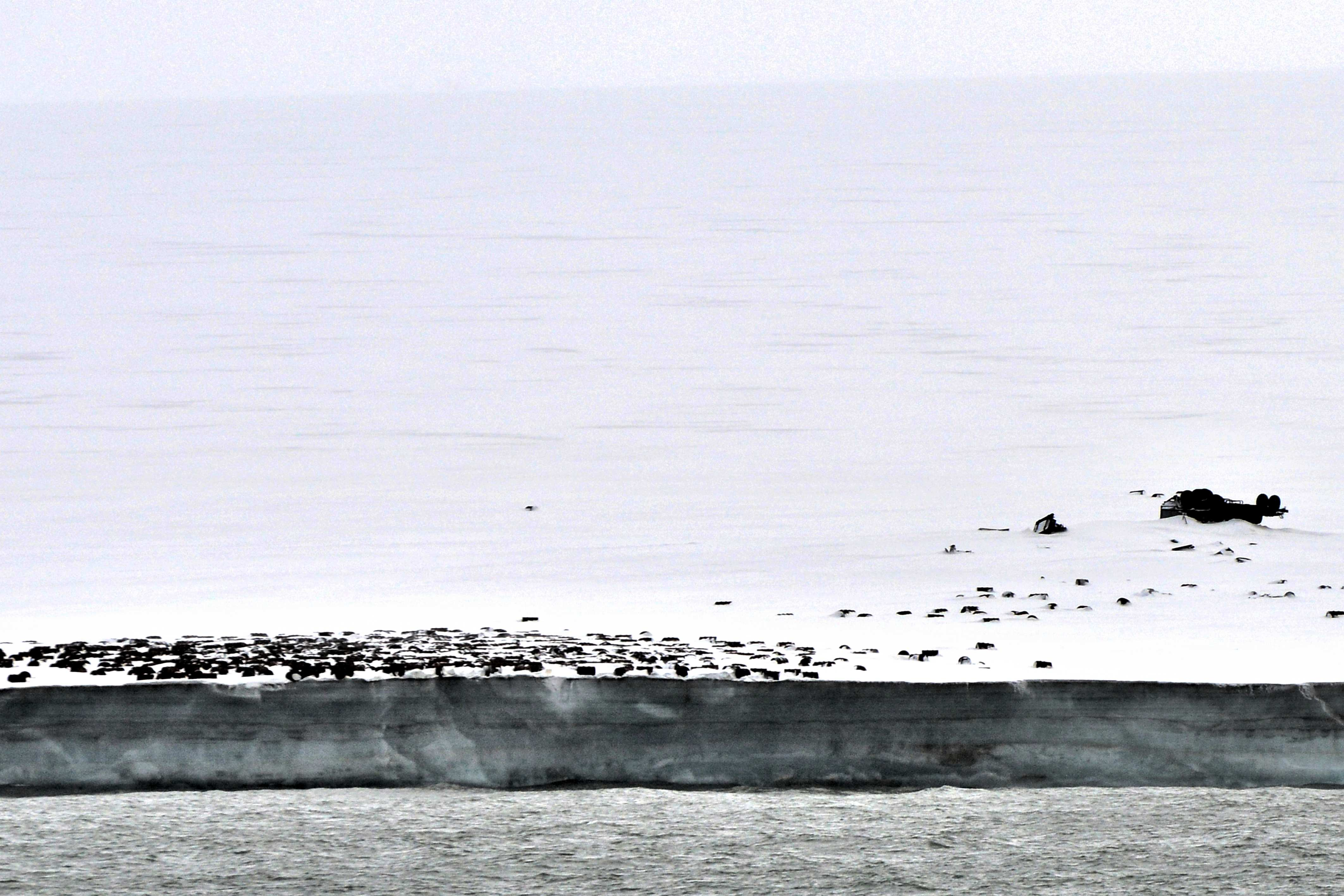
北極岬
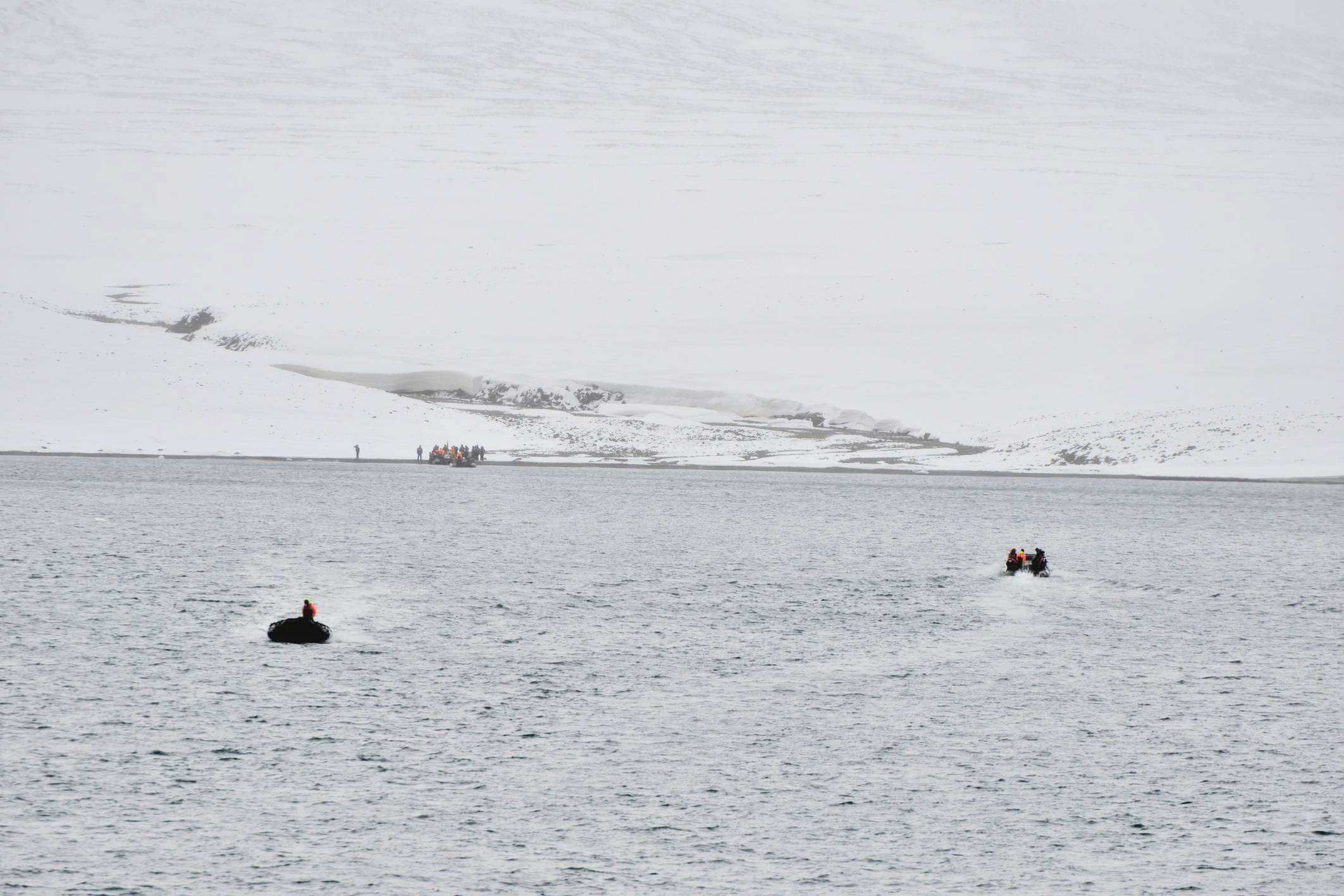
北東海岸のクレンケル湾
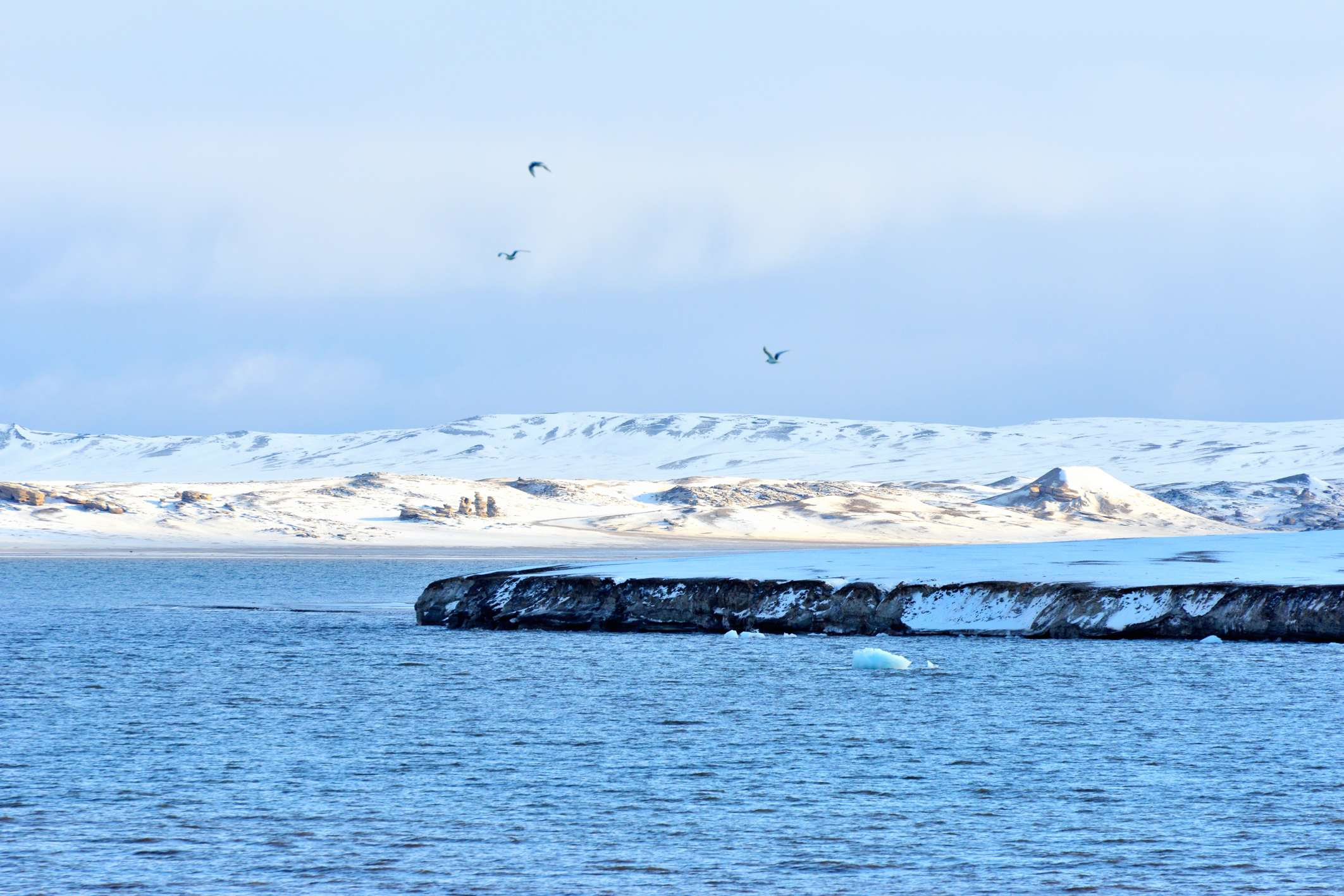
西海岸のジュラウリョーフ湾